# 明木湖
明木湖是一个位于中国宁夏回族自治区平罗县的一个内陆湖，面积约为6平方千米。它位于平罗县惠威镇与平罗镇之间的第三排水沟右侧。呈圆型，湖周地势平缓，渠道纵横，为平罗县第二大自然湖泊。